# De anti-zwaartekracht-generator
 De anti-zwaartekracht-generator  is een verhaal uit de Belgische stripreeks Piet Pienter en Bert Bibber van Pom.
Het verhaal verscheen voor het eerst in Gazet Van Antwerpen van 31 augustus 1959 tot 31 december 1959 en als nummer 13 in de reeks bij De Vlijt.

## Personages
- Piet Pienter
- Bert Bibber
- Prof. Kumulus

## Albumversies
De anti-zwaartekracht-generator verscheen in 1960 als album 13 bij uitgeverij De Vlijt. In 1997 gaf uitgeverij De Standaard het album opnieuw uit. Uitgeverij 't Mannekesblad deed hetzelfde in 2015.